# 김미혜 (배우)
김미혜(1988년 3월 30일 ~ )는 대한민국의 배우이다.

## 드라마
- 2016년 KBS2 월화드라마 《동네변호사 조들호》
- 2016년 MBC 일일특별기획 《황금주머니》
- 2016년 KBS1 일일드라마 《빛나라 은수》
- 2017년 SBS 주말극장 《언니는 살아있다》
- 2017년 SBS 드라마스페셜 《다시 만난 세계》
- 2017년 tvN 토일드라마《변혁의 사랑》
- 2017년 tvN 월화드라마《이번 생은 처음이라》
- 2017년 KBS1 일일드라마 《미워도 사랑해》
- 2017년 KBS2 월화드라마 《저글러스》
- 2017년 ~ 2018년 KBS2 TV소설 《꽃 피어라 달순아》
- 2017년 ~ 2018년 tvN 토일드라마《화유기》- 꽃집여자 역
- 2018년 KBS2 월화드라마 《라디오 로맨스》
- 2018년 SBS 주말특별기획 《착한마녀전》- 유은송 역
- 2018년 MBC 일일연속극 《전생에 웬수들》- 젊은 지나 역
- 2019년 SBS 월화드라마 《해치》- 순관부인 역
- 2019년 KBS2 수목드라마 《닥터 프리즈너》- 모이라 비서 역
- 2019년 KBS2 주말연속극 《사랑은 뷰티풀 인생은 원더풀》- 여기자 역
- 2020년 tvN 수목드라마 《메모리스트》- 기자 역
- 2020년 SBS 월화드라마 《굿 캐스팅》- 승무원 역
- 2021년 tvN 수목드라마 《마우스》- 바른 담임선생님 역
- 2021년 tvN 수목드라마 《멜랑꼴리아》- 김 선생님 역
- 2022년 tvN 토일드라마 《스물다섯 스물하나》- 젊은 재경 역

## 영화
- 2016년 《국가대표 2》- 쇼트트랙 해설자 역
- 2017년 《더 킹》- 여 아나운서 역
- 2017년 《메소드》 - 인터뷰 기자 역
- 2018년 《공작》- 뉴스앵커 역
- 2019년 《양자물리학》- 이선희 역